# Neopelma chrysocephalum
Neopelma chrysocephalum là một loài chim trong họ Pipridae.